# أبراهام أبوتبول
ابراهام أبوتبول (بالعبرية: אברהם אבוטבול‏) 2 يناير 1961-11 أكتوبر 2012 ممثل ومغني إسرائيلي.

## سيرة

### النشأة
ولد أبوتبول في كريات آتا لأسرة مصرية - جزائرية من اليهود السفارديم. عندما كان يبلغ من العمر 17 عامًا، انتقل إلى القدس وحضر مدرسة يشيفا أور سوماياش، التي تركها فيما بعد عندما تخلى عن اليهودية الأرثوذكسية.

### حياته الشخصية
كان أبراهام الشقيق الأكبر للممثل ألون أبوتبول وظهر معه في عدة أفلام. كما أن لديه أربعة أطفال من امرأة طلقها في التسعينيات وتزوجها مرة أخرى قبل وفاته بعدة أيام.
كان أبوتبول من أتباع اليهودية الحسيدية المخلصين وقد صور العديد من الشخصيات في الأفلام الذين يعبدون نفس الدين.

## الوفاة
في عام 2012، تم اكتشاف ورم في دماغ أبوتبول. خضع لعملية جراحية لإزالته ولكن الورم كان منتشرًا وانتشر السرطان في جميع أنحاء جسده. أمضى لحظاته الأخيرة في مستشفى هداسا عين كارم حيث توفي في 11 أكتوبر عن عمر يناهز 51 عامًا.
تم دفن أبو طبل في المقبرة اليهودية في جبل الزيتون.

## وصلات خارجية
أبراهام أبوتبول على موقع IMDb (الإنجليزية)